# Brandýs nad Labem zastávka
Brandýs nad Labem zastávka – przystanek kolejowy w Brandýsie nad Labem-Starej Boleslavi, w kraju środkowoczeskim, w Czechach. Znajduje się na wysokości 200 m n.p.m..
Jest zarządzany przez Správę železnic. Na przystanku nie ma możliwości zakupu biletów, a obsługa podróżnych odbywa się w pociągu. 

## Linie kolejowe
- 074 Čelákovice - Neratovice